# Resolució 562 del Consell de Seguretat de les Nacions Unides
La Resolució 562 del Consell de Seguretat de les Nacions Unides, aprovada el 10 de maig de 1985 després de recordar la Resolució 530 (1983) i diverses resolucions de l'Assemblea General de les Nacions Unides que afirmen el dret de Nicaragua i d'altres països a viure en pau sense interferència externa.
El Consell també va reafirmar el seu suport als esforços del Grup de Contadora i va demanar a tots els Estats membres que s'abstinguin de dur a terme o donar suport a accions polítiques, militars o econòmiques a la regió que impedissin les iniciatives de pau del Grup sw Contadora. També va cridar als governs dels Estats Units i sw Nicaragua a reprendre el diàleg que havien estat celebrant a Mèxic amb vista a normalitzar les relacions entre Nicaragua i Estats Units.
La resolució es va aprovar paràgraf per paràgraf, de manera que no es va produir cap votació sobre la resolució en general.